# Vereinigung für ökologische Wirtschaftsforschung
Die Vereinigung für ökologische Wirtschaftsforschung (VÖW) ist eine deutsche wissenschaftliche Vereinigung, die sich für ökologische Grundsätze in der globalen Wirtschaft einsetzt.

## Geschichte und Hintergrund
Die Vereinigung für ökologische Wirtschaftsforschung wurde im Mai 1985 von Reinhard Pfriem mit zahlreichen Mitstreitern gegründet. Das inter- und transdisziplinäre Netzwerk setzt sich mit Fragestellungen der nachhaltigen Entwicklung auseinander.

## Arbeit und Kooperationen
Die VÖW organisiert den internen Austausch in Arbeitsgruppen sowie jährlichen Arbeitstagungen. Sie publiziert eigene Publikationen und die gemeinsam mit dem Institut für ökologische Wirtschaftsforschung (IÖW) herausgegebenen Fachzeitschrift „Ökologisches Wirtschaften“, die im oekom verlag erscheint.
Im Vorstand der VÖW sitzen neben den Vorsitzenden Bernd Siebenhüner und Alexandra Palzkill der ehemahllige Präsident des Wuppertal Instituts Uwe Schneidewind und der Wissenschaftliche Geschäftsführer des IÖW Thomas Korbun.
Eine enge inhaltliche Verbindung besteht zur Vereinigung für Ökologische Ökonomie (VÖÖ) und zur International Society for Ecological Economics (ISEE), mit denen bereits gemeinsame Tagungen organisiert worden sind.